# Jéssica Messali
Jéssica Ferreira Messali (Jaboticabal, 29 de outubro de 1987) é uma triatleta paralímpica brasileira.

## Biografia e carreira
Messali é natural de Jaboticabal, São Paulo. Ela sofreu um acidente de carro em 2013 e teve como sequela a paraplegia. Conheceu o ciclismo logo após sua recuperação. Em 2021, durante uma sauna, Messali sofreu queimaduras nos pés e pernas, de 2.º e 3.º graus, e precisou amputar parte do pé.
Em junho de 2018, na Copa Brasil de Paratriatlo, conquistou o ouro na categoria PTWC Feminina com a marca de 1h23min09. Em novembro do mesmo ano, venceu a Copa Brasil de Triathlon na classe PTWC consagrando-se como a campeã da temporada. No Prêmio Paralímpicos 2018, Messali foi eleita a melhor atleta de triatlo da temporada. Venceu novamente o mesmo prêmio em 2021.
Em março de 2019, no Pan-Americano de Triatlo, realizado nos nos Estados Unidos, Messali completou a prova em 1h12min24s ficando com a prata em sua classe. Em abril, na etapa de Milão da Copa do Mundo de Triatlo, ela conquistou a medalha de prata perdendo apenas para a espanhola Eva María Moral Pedrero. Na etapa de Quebec, no Canadá, faturou o bronze.
Em março de 2023, no Campeonato das Américas de Triatlo, Messali conquistou a medalha de ouro marcando o tempo de 1h00min05s. Em maio, na etapa de Yokohama, Japão, faturou o bronze. Em julho de 2023, etapa de Quebec da Copa do Mundo de Triatlo, ela conquistou o bronze. Também em julho, na etapa de Swansea, no País de Gales, foi prata. Em agosto, na etapa de Paris, França, conquistou o bronze. Em setembro, no Campeonato Mundial de Triatlo, em Pontevedra, Espanha, ficou, novamente, com o bronze.

## Principais conquistas
- Copa do Mundo de Portugal 2019 – ouro[3]
- Campeonato Mundial de Triatlo 2021 – prata[3]
- World Series Yokohama 2021 – bronze[3]
- Mundial em Abu Dhabi 2022 – bronze[3]